# Xiliao He
Der Xiliao He oder Westliche Liao-Fluss (chinesisch 西遼河 / 西辽河, Pinyin Xīliáo Hé, englisch Xiliao River) ist der westliche Quellfluss des Liao-Flusses (chinesisch 遼河 / 辽河, Pinyin Liáo Hé, englisch Liao River) im Osten der Inneren Mongolei in China.  
Der Liao He entsteht durch Vereinigung der Flüsse Xiliao He („Westlicher Liao-Fluss“) und Dongliao He („Östlicher Liao-Fluss“). 
Der Xiliao He entsteht ebenfalls durch Vereinigung zweier Quellflüsse: des nördlicher fließenden Xar Moron He (西拉木伦河,  Xila Mulun He) und des Laoha He (老哈河,  Lǎoha Hé) aus südlicher Richtung. Ein späterer Nebenfluss des Xiliao He ist der Xinkai He (新开河).
Der Xar Moron He entspringt im Gebirge Baicha Shan (白岔山) im Südwesten des Hexigten-Banners in der südöstlichen Inneren Mongolei. Der Laoha He entspringt im Guangtou Shan (光头山) des Kreises Pingquan in der Provinz Hebei.
Der Xiliao He hat eine Länge von 829 km und ein Einzugsgebiet von 147.000 Quadratkilometern.
In seinem Einzugsgebiet befinden sich die Stätten verschiedener neolithischer Kulturen.